# Исамаль
Исамаль (исп. Izamal) — город в Мексике, штат Юкатан, административный центр одноимённого муниципалитета. Численность населения, по данным переписи 2005 года, составила 15 101 человек.
Город расположен в 66 км восточнее столицы штата — Мериды.

## Топонимика
Название Izamal состоит из нескольких слов майяйского языка: Itz — роса, морось, и Amal — постоянный, ежедневный. Дословно можно перевести как: место, где ежедневная роса или постоянный моросящий дождь.

## История
Предположительно первые поселения были основаны здесь в 550-е годы до н. э., одним из священников майя, по имени Ицамна. Постепенно здесь был построен большой храмовый комплекс, состоящий из пяти пирамид. Самая большая из них, посвященная богу Кинич-Какмо (исп. Kinich Kakmó), построена на огромном основании и состоит из десяти уровней. Объем пирамиды составляет 700 000 м³, высота 18 метров, так что это сооружение хорошо просматривается со всех точек города. Кроме того в состав комплекса входили еще четыре большие пирамиды (одна из них была разобрана испанцами при строительстве францисканского монастыря). После многих лет работы, археологами в городской зоне и вокруг города было обнаружено более сотни сооружений майя.
Как и многие крупные города и населенные пункты, Исамаль был частично заброшен после разрушения Майяпанского союза. По этой причине, когда сюда прибыли испанцы, место было практически необитаемо.

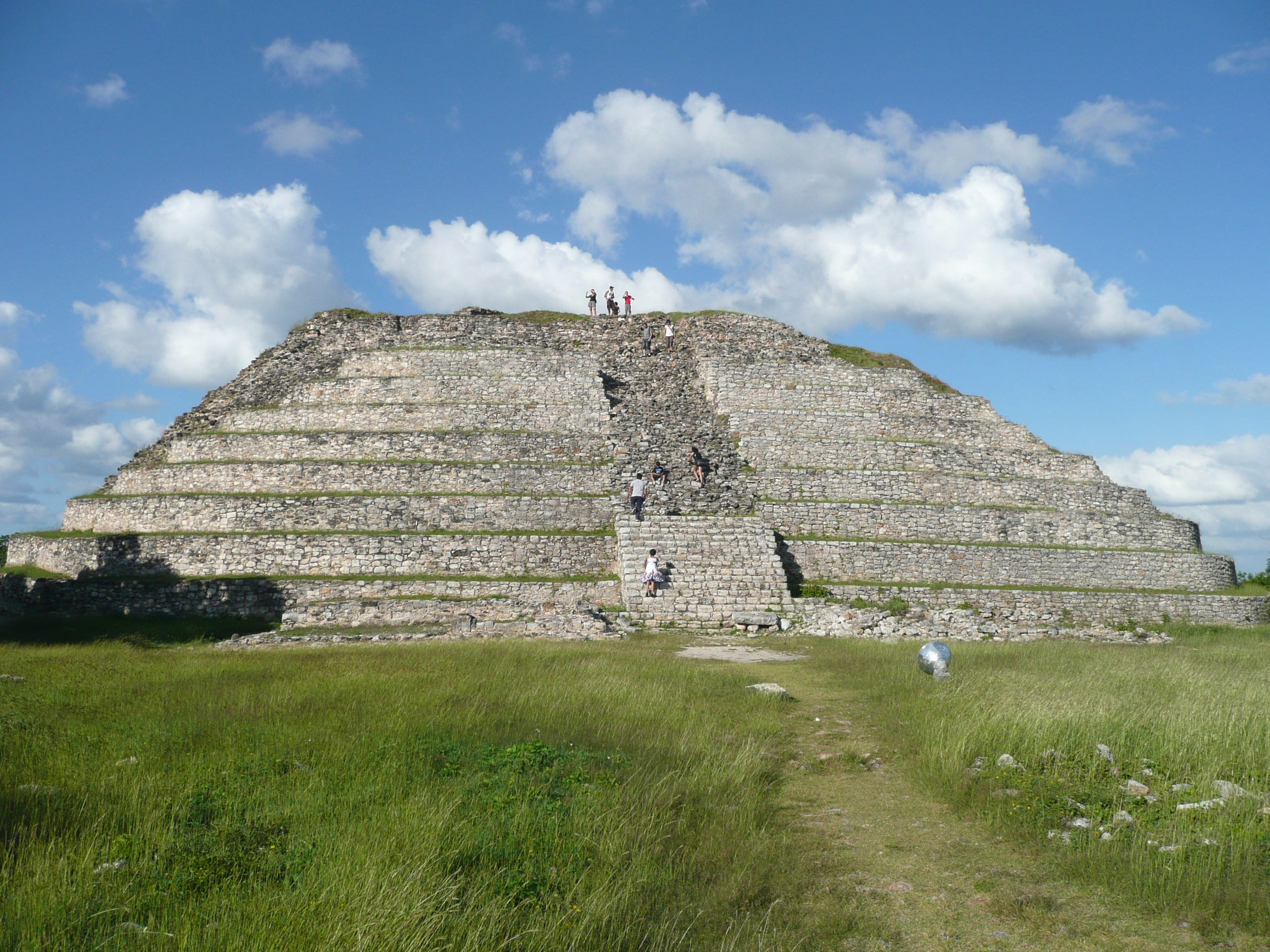
Пирамида Кинич-Какмо
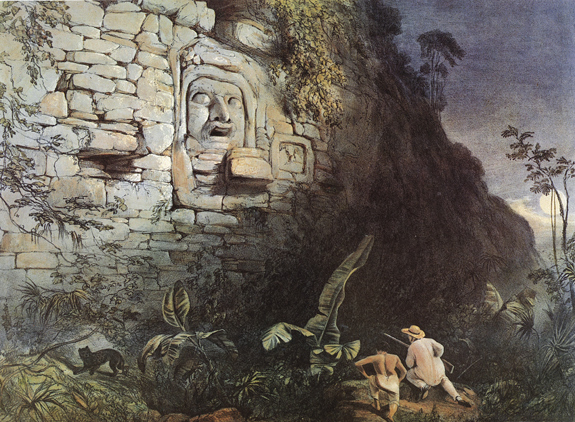
Литография Фредерика Катервуда по эскизам, сделанным в Исамале в 1841 году
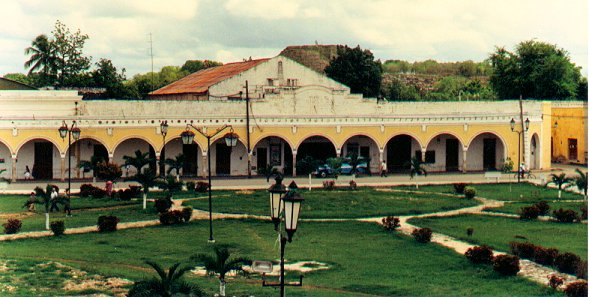
Монастырь Антонио Падунского с пирамидами Кинич-Какмо на заднем плане
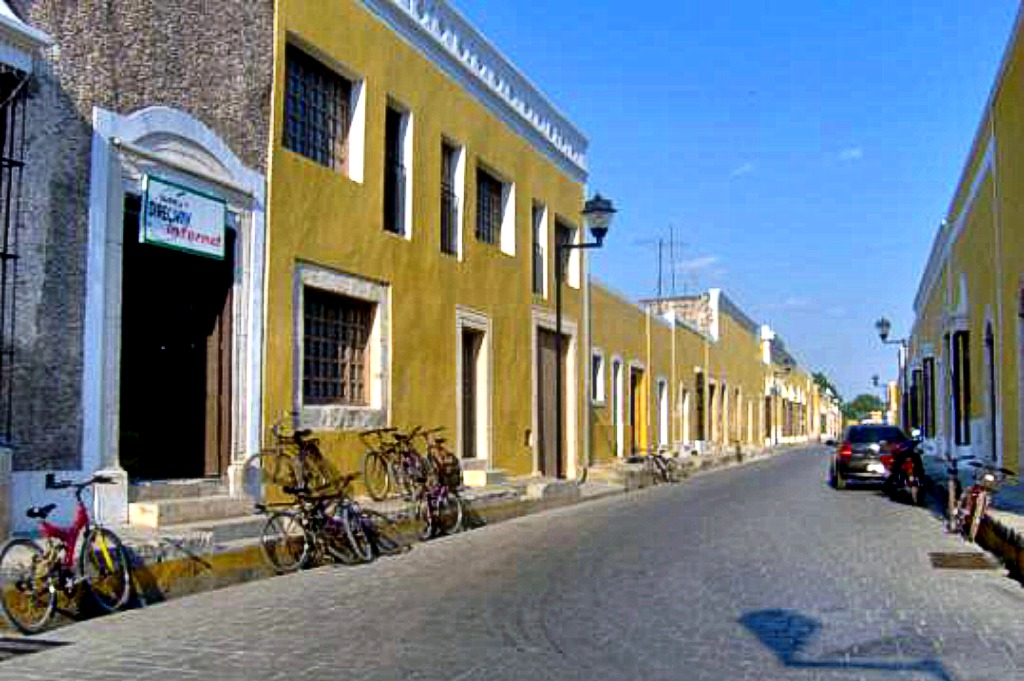
Одна из городских улиц